# 罗马维尔图斯篮球俱乐部
罗马维尔图斯篮球俱乐部，是意大利罗马市的一个篮球俱乐部，成立于1960年。罗马队现参加意大利篮球甲级联赛。
由于赞助商关系，又称罗马罗托马蒂卡队。

## 荣誉
- 意大利篮球联赛冠军：1983
- 意大利超级杯冠军：2000
- 欧洲联赛冠军杯冠军：1984
- 洲际杯冠军：1984

## 冠名
- 罗马Würth队(2001-02)
- 罗马罗托马蒂卡队(2002-)

## 外部連結
- 義甲歷史成績 （页面存档备份，存于） （意大利文） Retrieved 18 July 2015
- Eurobasket.com profile （页面存档备份，存于）